# حجاب الحازمي
حجاب الحازمي شاعر سعودي، اسمه حجاب بن يحيى بن موسى الحازمي، ولد عام 1364 هـ الموافق 1945 بمحافظة ضمد التابعة لمنطقة جازان جنوب المملكة العربية السعودية، صدر له مجموعة من المؤلفات التي تهتم بتاريخ وأعلام منطقة جازان، من أبرزها: (الشعر والشعراء في جازان خلال ثمانية قرون)، و (لمحات عن الشعر والشعراء في منطقة جازان خلال العهد السعودي).

## التعليم
حصل حجاب على ليسانس اللغة العربية من جامعة الإمام محمد بن سعود الإسلامية بالرياض عام 1389 هـ، وعلى دبلوم الإدارة المدرسية من جامعة أم القرى بمكة المكرمة الموافق 1405 هـ.

## أعماله
- عمل حجاب الحازمي مدرسا بمعهد نجران العلمي منذ تخرجه من جامعة الإمام محمد بن سعود الإسلامية حتى عام 1392 هـ، ثم انتقل للتدريس بمتوسطة ضمد ثم بثانويتها، ثم انتهت به سيرته ليتوى ادارتها، يشغل الحازمي منصب رئيس نادي جازان الأدبي، بالإضافة لمشاركته في العديد من المهرجانات والأمسيات الشعرية، مع تمثيله لالمملكة العربية السعودية في بعض المهرجانات الشعرية الخليجية والعربية، نشرت بعض قصائده في عدد من المجلات والصحف المحلية.
- عمل رئيساً للجنة الثقافية للاحتفاء بمئوية التأسيس بمنطقة جازان.
- عمل رئيساً لنادي جازان الأدبي من عام 1413هـ (1993م) حتى عام 1427هـ.
- عمل عضواً في مجلس الأمناء في مؤسسة الشيخ حمد الجاسر (الخيرية) الثقافية.
- عمل عضواً في مجلس إدارة جائزة الأمير محمد بن ناصر بن عبد العزيز للتفوق.[3]
- عمل عضواً في مجلس أمناء مركز الملك عبد الله بن عبد العزيز الدولي لخدمة اللغة العربية 1435هـ  ـ 2013م.
- عضو استشاري ثقافي في الهيئة العليا للسياحة بالمملكة العربية السعودية.[4]
- مثل شعراء المملكة العربية السعودية في مهرجان جرش بالأردن عام 1407هـ (1987).[5]
- شارك في مؤتمر الأدباء السعوديين الثاني عام 1419هـ (1999م) بورقة عمل بعنوان «لمحات عن الشعر والشعراء في منطقة جازان خلال العهد السعودي».
- شارك في مؤتمر الأدباء السعوديين الثالث بورقة عمل عنوانها: «مكة المكرمة والكعبة المشرفة في شعر شعراء جازان المعاصرين» عام 1430هـ.

## مؤلفاته
للحازمي بالإضافة للقصائد المنشورة في المطبوعات بعض المؤلفات هي:
- وجوه من الريف (مجموعة قصصية) عام 1401 هـ.
- أبجديات في النقد والأدب.
- نبذة تاريخية عن التعليم في تهامة وعسير.
- القاسم بن هتيمل الضمدي (شاعر القرن السابع).
- (لمحات عن الشعر والشعراء في منطقة جازان خلال العهد السعودي من عام 1350 هـ إلى 1410هـ) صدر عن نادي جازان الأدبي 1999.[6]
- (الحركة الثقافية والأدبية في منطقة جازان خلال عهد خادم الحرمين الشريفين) صدر عام 1423هـ.[7]
- (الدور الأمني للمؤسسات الثقافية والتربوية) صدر عن المجلة العربية 1424هـ.[8]
- (من حلل الشعراء وحيلهم الفنية) صدر عن المجلة العربية 2003.
- (الشعر والشعراء في جازان خلال ثمانية قرون) صدر عام 2013.[9]
- (من أعلام منطقة جازان)
- (جازان الشعر) صدر عام 2013.[10]
- (جوانب من جهود الملك عبد العزيز في تحقيق الوحدة الوطنية) صدر عن دار إشبيليا 1432هـ.[11]
- (أغنيات للوطن) مجموعة شعرية صدرت عام 1433هـ.[12]
- (التواصل الثقافي بين السعودية واليمن) صدر عام 1433هـ.[13]
- (من مشاوير الحياة: سيرة إنسان ومجتمع). سيرة ذاتية صدرت عام 2020م.[14]

## تكريم وجوائز
- كرمه الأمير محمد بن ناصر بن عبد العزيز أمير منطقة جازان عام 2007م في حفل تكريم رئيس مجلس إدارة نادي جازان الأدبي وأعضائه السابقين.[15]
- حصل على جائزة الملك سلمان بن عبد العزيز للتميز في بحوث ودراسات تاريخ الجزيرة العربية في دورتها الرابعة عام 1433هـ (2012).[16]
- كرمته جامعة جازان وأقامت له ندوة علمية بعنوان: (حجاب الحازمي وجهوده العلمية والأدبية) عام 2012م، ذلك تكريماً له بمناسبة حصوله على جائزة الملك سلمان بن عبد العزيز لدراسات وبحوث تاريخ الجزيرة العربية.[17]
- كرمه أمير منطقة جازان الأمير محمد بن ناصر بن عبد العزيز آل سعود عام 2018م  لإسهاماته الأدبية والثقافية على مستوى المنطقة والمملكة العربية السعودية.[18]
- كرمته اثنينية عبد المقصود خوجة في جدة.[19]
- حصل على جائزة الشخصية التي تمنحها جائزة الأمير محمد بن ناصر في عام 1430هـ.